# Mortonia greggii
Mortonia greggii là một loài thực vật có hoa trong họ Dây gối. Loài này được A. Gray mô tả khoa học đầu tiên năm 1852.